# Chasanbi Taov
Chasanbi Taov (Hasanby Tau) (* 5. listopadu 1977 Nalčik, Sovětský svaz) je bývalý ruský zápasník–judista a sambista kabardské národnosti, bronzový olympijský medailista z roku 2004.

## Sportovní kariéra
Vyrůstal v obci Šaluška na předměstí Nalčiku. Zápasit v sambu začal v 10 letech pod vedením Muchameda Emkuževa. V ruské seniorské judistické reprezentaci se objevil poprvé v roce 1997 jako student Adygejské státní univerzity v Majkopu. Po skončení studií se vrcholově připravoval v armádním tréninkovém centru v Rostově na Donu. V roce 2004 uspěl v ruské nominaci na olympijské hry v Athénách. Ve druhém kole nestačil na Gruzínce Zuraba Zviadauriho, ale přes opravy se probojoval do boje o třetí místo, ve kterém porazil na ippon sambistickou variantou zvedačky sukui-nage Jihokorejce Hwang Hui-teho a získal bronzovou olympijskou medaili. Po olympijských hrách přišel o post reprezentační jedničky a při ruské nominaci na olympijské hry v Pekingu v roce 2008 mu u reprezentačního trenéra Sergeje Tabakova nepomohly ani dvě po sobě jdoucí výhry na prestižním pařížském turnaji. Sportovní kariéru ukončil v roce 2010. Věnuje se trenérské práci. Od roku 2017 jako hlavní trenér ruské seniorské judistické reprezentace.

### Vítězství
- 1999 - 1x světový pohár (Varšava)
- 2000 - 1x světový pohár (Minsk)
- 2007 - 1x světový pohár (Paříž)
- 2008 - 1x světový pohár (Paříž)

## Výsledky
| Turnaj             | 2001         | 2002         | 2003         | 2004         | 2005         |
| Turnaj             | 24           | 25           | 26           | 27           | 28           |
| Turnaj             | střední váha | střední váha | střední váha | střední váha | střední váha |
| ------------------ | ------------ | ------------ | ------------ | ------------ | ------------ |
| Olympijské hry     |              |              |              | 3.           |              |
| Mistrovství světa  | —            |              | úč.          |              | 7.           |
| Mistrovství Evropy | 5.           | úč.          | 2.           | 3.           | —            |